# ميلود العمروني

هذا الفنان على قدر عفويته تفرده، وإجادة أستطاع أن يثبت فدمية على خشبة المسرح الكوميدي الليبي..
ميلود العمروني ممثل وكاتب وعضو بالمسرح الحديث ببنغازي، منذ عام 1974 ف درس الكهرباء العامة والإدارة إلى جانب الدورات التدريبية، في مجال المسرح صدرت له عام 2004 ف كتاب بعنوان (الضحك والإضحاك). وهو أول كتاب في ليبيا يتحدّث عن الفكاهة بشكل شامل وبه تعريف الضحك وهو أول تعريف على المستوى العربي أو العالمي. وخلال مسيرة ثلاثين عاماً من الإبداع قدّم ثلاثين مسرحية منها مسرحيتان جادتان. والباقي أعمال فكاهية منها على سبيل المثال مسرحية نوارة، ومسرحية أصل وصورة ومسرحية الناس سواء ومسرحية (قالك ولعلي) مسرحية (شيع وطي) ومسرحية (خرف يا شعيب) و (عروس البحر) وغيرها.
في بدايته الفنية تأثر كثيرا ً بأسلوب الأستاذ دريد لحام في التمثيل ثم اتخذ بعد ذلك أسلوباً خاصاً، حاول من خلاله تقديم فكاهة ليبية بسيطة وعميقة في آن معاً.
كتابه الأول بعنوان«الضحك والإضحاك» صدر عام 2004 ف. أول كتاب يتحدث عن الضحك في ليبيا. من الولادة وحتى الموت. موضحاً من خلاله فوائد الضحك وأضراره ويحتوى على العديد من الطرائف العربية والعالمية الراقية والهادفة. وهو كتاب يتناول الضحك في مختلف الجوانب الدينية والسياسية والاجتماعية والاقتصادية. وهو الآن في الأسواق. أما فيما يتعلق بالجديد في مجال الكتابة. لديه الآن كتابان الأول بعنوان (الليبيون يضحكون) والثاني بعنوان (النسيان والتناسي) لكن الحديث عنهما الآن سابق لأوانه.
قام بإعداد مسرحية «النعجة سالفة الذكر» ومسرحية «الجرة» ومسرحية «إنها معقودة في السر» وهي أول مسرحية مدرسية تذاع كسهرة بالإذاعة المرئية في ليبيا ومسرحية «لعبة الصعاليك» لفرقة الهلال للسينما والمسرح بالمغرب الشقيق.
كما قام بإخراج مسرحية «ضنوة عدوك» للمسرح الحديث ببنغازي عام 1988. وهي آخر تجربة إخراجية قام بها ثم نصحه الأستاذ داوود الحوتى باستمرار التمثيل بسبب النقص في الممثلين الموهوبين
أما للإذاعة المرئية:
"كتب برنامج دعوة فرح 15 حلقة. وبرنامج "بينى وبينك " 15 حلقة وبرنامج " كيف الصح " 15 حلقة
أما للمسموعة:
كتب مسلسل رمضانيات 15 حلقة للإذاعة الجماهيرية.
مواقف طريفة 15 حلقة للإذاعة الجماهيرية.
مواقف ضاحكة 15 حلقة لِلإذاعة الجماهيرية.
نص ضحكة 15 حلقة للإذاعة بنغازى المحلية.
بينى وبينك 60 حلقة «نكت» لإذاعة بنغازى.
كل دورة إذاعية ثلاثين حلقة لموسمين متتاليين.
تحصل على كل من
جائزة الممثل الثالث بالمهرجان الوطني السابع طرابلس عام 97 م. وجائزة لجنة التحكيم المسرح التجريبى الأول بالبيضاء عام 2001م.
وجائزة أفضل ممثل تجريبى الثاني بالبيضاء 2003 م وجائزة المنتج المثالى من اتحاد المنتجين بنغازى عام 1998 م.
تحصل على وسام العمل الأهلى اللجنة الوطنية لمكافحة المخدرات.
هذا قليل من كثير لميلود العمرونى.